# Slangetunge (slægt)
Slangetunge (Ophioglossum) er en slægt med 25-30 arter som er udbredt i Nord- og Mellemamerika, hele Afrika, det tempererede Asien, Mellemøsten, Kaukasus og Europa. Hver plante består typisk af ét enkelt, helt blad med hel rand og netagtige bladribber. Sporestilken forgrener sig fra bladstilken og slutter med et endestillet organ, som består af delvist skjulte sporehuse indbygget bag opslidsede sider. Planten vokser frem fra en knopskydende, kødet knold, som også bærer de kødfulde rødder. Hvis bladet findes, kan man ikke altid forvente at finde sporebæreren, og planten sender heller ikke altid et blad til vejrs, men lever i stedet i flere år under jorden, snyltende på en mykorrhizaforbindelse med en svamp.
Slangetunge har det højeste kromosomtal, der er fundet hos noget levende væsen. Op mod 1.400 har den af dem, mod normalt 240-300.

## Arter
- Slangetunge (Ophioglossum vulgatum)
- Ophioglossum engelmannii
- Ophioglossum filiforme
- Ophioglossum lusitanicum

| Portal | Portal:Botanik |